# 류큐 왕국의 구수쿠 유적지과 관련 유산
류큐 왕국의 구수쿠 유적지과 관련 유산(일본어: 琉球王国のグスク及び関連遺産群 류큐오코쿠노구스쿠 오요비 간렌이산군[*])은 2000년 유네스코 세계유산으로 등록되었다. 구스쿠 등과 류큐왕국의 사적지이다. 구스쿠는 류큐어로 성(城)을 의미한다. 사적지 보통은 오키나와섬 남부에 있다.

## 등록 유산
- 나키진 성터(今帰仁城跡)
- 자키미 성터(座喜味城跡)
- 가쓰렌 성터(勝連城跡)
- 나카구스쿠 성터(中城城跡)
- 슈리성터(首里城跡)
- 소노햔우타키 석문(園比屋武御嶽石門)
- 다마우둔(玉陵)
- 시키나엔(識名園)
- 세이화우타키(斎場御嶽)

## 등록 기준
구스쿠 유적 및 류큐왕국 유적의 등록 요건은 등록기준 2항, 3항, 4항에 해당된다.
- (2) 일정한 시간에 걸쳐 혹은 세계의 한 문화권내에서 건축, 기념물조각, 정원 및 조경디자인, 관련예 술 또는 인간정주 등의 결과로서 일어난 발전사항들에 상당한 영향력을 행사한 것.
- (3) 독특하거나 지극히 희귀하거나 혹은 아주 오래된 것.
- (4) 가장 특징적인 사례의 건축양식으로서 중요한 문화적, 사회적, 예술적, 과학적, 기술적 혹은 산업의 발전을 대표하는 양식.

## 같이 보기

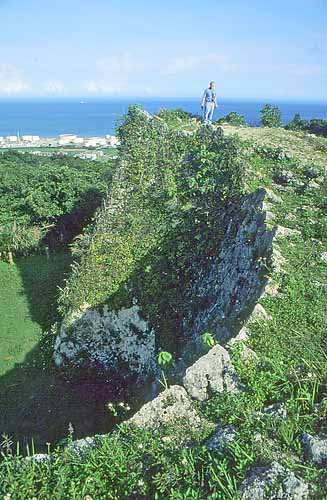
구스쿠 터

- 구스쿠
- 일본의 세계유산
- 아시아의 세계유산